# ドナルド・ムーア
ドナルド・ムーア（Donald Moore）は、アメリカ合衆国のプロレスラー。WWE傘下のFCWにケーブル・ジョーンズ（Cable Jones）のリングネームで所属していた。

## 来歴
2000年1月、HWA（Hardcore Wrestling Alliance）でトレーニングを開始し、プロレスデビュー。西地区のインディー団体を拠点とし、JCW（Jersey Championship Wrestling）、WCP（Wrestling Cage Productions）といった団体に参戦。2007年、PWR（Pro Wrestling Revolution）でPWRヘビー級王座を奪取した際、TNAから勧誘を受けPPVであるノーサレンダーとTNA iMPACT!にてバックステージで観戦したが、契約することはなかった。
2010年3月、WWEとディペロップメント契約。FCWにて、プロレス技で人体はどのような壊れ方をするのか研究する闇医者というギミックであるケーブル・ジョーンズ（Cable Jones）としてデビュー。契約を巡ってディーヴァのアクサナと抗争するなどFCWのストーリーラインを盛り上げた。
11月、リリースとなる。

## その他
- 2008年、全米で公開されたミッキー・ローク主演のThe Wrestlerに出演。ローク演じるランディ・“ザ・ラム”・ロビンソンと対戦する相手として、当時のリングネームであったラマー・ブラクストン（Lamar Braxton）名義で登場している。
- 現在使っているギミックはニューヨークのカイロプラクティック専門大学を卒業している経歴から基づいている。
- 拳法をしていた経歴があり（黒帯）、不定期で子供達に拳法を教えている。

## 得意技
- ポーター・ハウス・スペシャル
- バックドロップ
- パワーボム

## 獲得タイトル
- PWRヘビー級王座 : 1回